# Ragazzi per l'unità
I Ragazzi per l'unità sono una diramazione del Movimento dei focolari.

## Storia
Il movimento dei Ragazzi per l'unità è nato nella Pasqua del 1984 allo scopo di coinvolgere più ragazzi possibile all'intento di costruire un mondo unito. Dal 2002 hanno iniziato il progetto Schoolmates, uno dei tanti "Progetti Dare", che coinvolge scuole provenienti da ogni parte del globo in una sorta di gemellaggio.

### Dove sono e in cosa credono
I Ragazzi per l'unità sono ragazzi provenienti da 182 Paesi. Sono cristiani, ma anche di altre religioni o culture che non professano un credo religioso. Un obiettivo li unisce: realizzare la fraternità universale coinvolgendo in questo progetto tanti altri ragazzi nel mondo. Credono nell'amore, in quanto credono che sia l'unica cosa che può cambiare il mondo, e desiderano far diventare ciò una realtà. Percorrono tutte le vie possibili per far crollare barriere e divisioni iniziando dalle loro città e dagli ambienti nei quali vivono, ma anche con iniziative planetarie, certi che un mondo unito sarà realtà tra tutti i popoli della terra.

## Le loro iniziative
Oltre al già citato Schoolmates, molte sono le iniziative del movimento. Eccone indicate alcune:

### Run4Unity
Il 9 ottobre 2005 i Ragazzi per l'unità hanno dato il via ad una singolare manifestazione sportiva, la "Run4Unity": essa consisteva nello svolgersi in ogni parte del globo e si trattava di una vera e propria staffetta, in quanto si iniziava in ogni fuso alle 11 del mattino ora locale ed a mezzogiorno si "passava il testimone" verso il fuso successivo. Questa manifestazione si ripete tuttora ogni quattro anni.

### Parola di vita
Ogni mese, i Ragazzi per l'unità prendono riferimento da una diversa frase del Vangelo e cercano di viverla.

### Fiera Primavera
Inoltre, a metà marzo, i Ragazzi per l'Unità organizzano in varie piazze italiane la "Fiera primavera", che consiste in una fiera nella quale si vendono oggetti che alle persone che li hanno donati non servono più. Il ricavato viene utilizzato per i loro "Progetti dare"

### ColoriAMO la città
Un'altra iniziativa del movimento è quella denominata "ColoriAMO la città" e consiste nel tentare in ogni città, e non necessariamente nella stessa maniera delle altre, di portare del bene.